# Florentin Petre
Florentin Petre (n. 15 ianuarie 1976, București) este un fotbalist român retras din activitate și actual antrenor secund la Dinamo București. A cunoscut consacrarea la clubul Dinamo București, la care și-a făcut junioratul și a evoluat apoi timp de 11 sezoane. A jucat și la reprezentativa României, pentru care a strâns 52 de meciuri, marcând șase goluri și alături de care a jucat la Campionatele Europene din 2000 și 2008.

## Cariera
Petre a debutat în Divizia A în 1994, la data de 15 octombrie, în meciul susținut de Dinamo în compania echipei U Cluj, marcând chiar un gol în acea partidă. În returul sezonului 1994-1995 a fost împrumutat la UTA Arad, revenind odată cu startul ediției de campionat 1995-1996. Din acest moment, Petre a evoluat pentru Dinamo timp de 11 sezoane consecutiv.
În anul 2000 a făcut parte din echipa care a reușit eventul Divizia A-Cupa României, dar în vacanța de vară a contactat hepatita C. După ce s-a vindecat de hepatită, a suferit un nou accident, la o partidă de pescuit în Delta Dunării curentându-se când a atins un fir de tensiune electrică cu undița și a avut nevoie de aproape doi ani pentru a reveni pe terenul de fotbal. S-a întors în 2003 și a cucerit din nou cupa și campionatul cu Dinamo, în 2004, revenind și la echipa națională.
În 2006 a semnat un contract pentru trei sezoane cu gruparea bulgară ȚSKA Sofia. În 2008 a ajuns în Rusia, unde a evoluat timp de un an și jumătate la FC Terek Groznîi. În noiembrie 2009 contractul cu rușii a luat sfârșit și Petre nu l-a prelungit. În decembrie același an, a primit o ofertă de a reveni la Sofia, și a acceptat, semnând pentru un sezon și jumătate cu ȚSKA.

## Echipa națională
Florentin Petre a debutat la reprezentativa României în 1998, într-un meci împotriva Norvegiei. A participat la Campionatele Europene din 2000 și 2008.
În martie 2008 a fost decorat de președintele României, Traian Băsescu, cu medalia „Meritul Sportiv” clasa a treia, pentru calificarea la Campionatul European din 2008.

## După retragere
Florentin Petre a activat în cadrul clubului FC Dinamo București în calitate de scouter din ianuarie 2010, apoi din 2011 ca director de relații publice și ulterior antrenor secund al echipei a doua a clubului. A fost secund și la FC Brașov și Luceafărul Oradea, după care a luat primul angajament de antrenor principal în 2017 la ACS Foresta Suceava, o echipă cu mari probleme care începuse sezonul de Liga a II-a fără lot complet, cu mulți juniori și cu înfrângeri clare. Deși a contribuit la redresarea echipei și la sudarea unui nou lot, Foresta a retrogradat, deși a sperat până aproape de ultima etapă. În sezonul următor, a acceptat un nou angajament cu o echipă în dificultăți financiare din eșalonul al doilea, Dacia Unirea Brăila.
În octombrie 2023, a devenit antrenor al echipei Unirea Ungheni.
În iunie 2024, Florentin Petre s-a întors la Dinamo, ca antrenor secund al croatului Zeljko Kopic.https://golazo.ro/florentin-petre-antrenor-secund-dinamo-101634